# Albert Sjöholm
Lars Albert Sjöholm (i riksdagen kallad Sjöholm i Eskilstuna),  född 25 juni 1841 i Karlstads stadsförsamling, Värmlands län, död 23 januari 1931 i Eskilstuna Fors församling, Södermanlands län, var en svensk kontraktsprost och riksdagsman.
Han var son till domkyrkokomministern i Karlstad Lars Gustaf Sjöholm och Stina Wigelius. Han gifte sig 1888 med Ingeborg Hermelin.
Sjöholm skrevs in vid Uppsala universitet 1860 och tog filosofie kandidatexamen 1867. Han prästvigdes samma år och fick tjänst som vice komminister först i Älgå och sedan i Mangskog 1868. År 1870 blev han vicepastor i Karlstads domkyrkoförsamling och 1872 komminister i samma församling. 1880 till 1883 var han regementspastor vid Värmlands regemente. Från 1883 var han verksam i Eskilstuna, först som kyrkoherde. Sjöholm var kontraktsprost i Eskilstuna från 1889. I riksdagen var han ledamot av första kammaren från 1899 för Södermanlands län.